# Elater ferrugineus
Elater ferrugineus је инсект из реда тврдокрилаца који припада фамилији скочибуба (Elateridae).

## Распрострањеност
Ова врста је највећим делом распрострањена у Западном Палеарктичком региону. У Србији је бележена претежно у Војводини и југоисточном делу Србије дуж токова великих река.

## Опис врсте
Elater ferrugineus  може достићи дужину тела од 17 до 24 mm.  Врста је прилично варијабилна. Глава је тамносмеђа. Пронотум и елитрони код мужјака су обично светлонаранџасте до црвене боје, док су женке тамнобраон боје и према величини доста мање од мужјака. Ноге су црне. Антене су дуже код мужјака и могу бити смеђе до црно обојене. 

## Животни циклус
У сезони парења женке ослобађају специфична једињења како би привукле мужјаке, што обезбеђује веће шансе за парење. Животни циклус траје 4-6 година. Након парења, женка полаже јаја у рупама старих стабала разних врста попут храста лужњака (Quercus robur),  обичне букве (Fagus sylvatica), јасена (Fraxinus sp.) и бреста (Ulmus spp.). Из јаја ће се развити ларве које су предаторске и хране се ларвама другх инсеката попут врста Osmoderma eremita  и Cetonia aurata.  Након развојног стадијума ларве инсект метаморфозира у развојни стадијум лутке што се обично дешава у пролеће.

## Заштита
Elater ferrugineus  према Црвеној листи Међународне уније за заштиту природе (IUCN Red list) припада категорији готово угрожених врста (NT- Near threatened species). 